# Ngayung
Ngayung is een bestuurslaag in het regentschap Lamongan van de provincie Oost-Java, Indonesië. Ngayung telt 1484 inwoners (volkstelling 2010).